# Ackama
Ackama, biljni rod iz Australije i Novog Zelanda kojemu pripada 10 vrsta grmova i drveća iz porodice kunonijevki.
Ime roda dolazi od maorske riječi maka-maka. Posljednja otkrivena vrsta je novozelandski endem A. nubicola, rijetko maleno stablo koje raste jedino u šumi Waima na Sjevernom otoku, iznad 500 m nadmorske visine, a lokalno je poznato kao Turoa Onamata.

## Vrste
1. Ackama australiensis (Schltr.) C.T.White
2. Ackama brassii (L.M.Perry) Pillon & H.C.Hopkins; 2021
3. Ackama celebica (Blume) Pillon & H.C.Hopkins; 2021
4. Ackama clemensiae (L.M.Perry) Pillon & H.C.Hopkins; 2021
5. Ackama fulva (Schltr.) Pillon & H.C.Hopkins; 2021
6. Ackama nubicola de Lange
7. Ackama paniculosa (F.Muell.) Heslewood
8. Ackama papuana Pulle
9. Ackama rosifolia A.Cunn.
10. Ackama rufa (Schltr.) Pillon & H.C.Hopkins; 2021